# Open di Francia 2018
L'Open di Francia 2018 (conosciuto anche come Roland Garros) è stato un torneo di tennis giocato sulla terra rossa. È stata la 117ª edizione dell'Open di Francia e la seconda prova del Grande Slam dell'anno. Si è giocato allo Stade Roland Garros di Parigi, in Francia, dal 27 maggio al 10 giugno 2018. I detentori del titolo del singolare maschile e femminile erano rispettivamente lo spagnolo Rafael Nadal e la lettone Jeļena Ostapenko. Nadal ha difeso il titolo vincendo il suo 11º titolo a Parigi, mentre Ostapenko è stata eliminata al primo turno da Kateryna Kozlova. Il singolare femminile è stato vinto da Simona Halep, suo primo Slam in carriera.

## Torneo

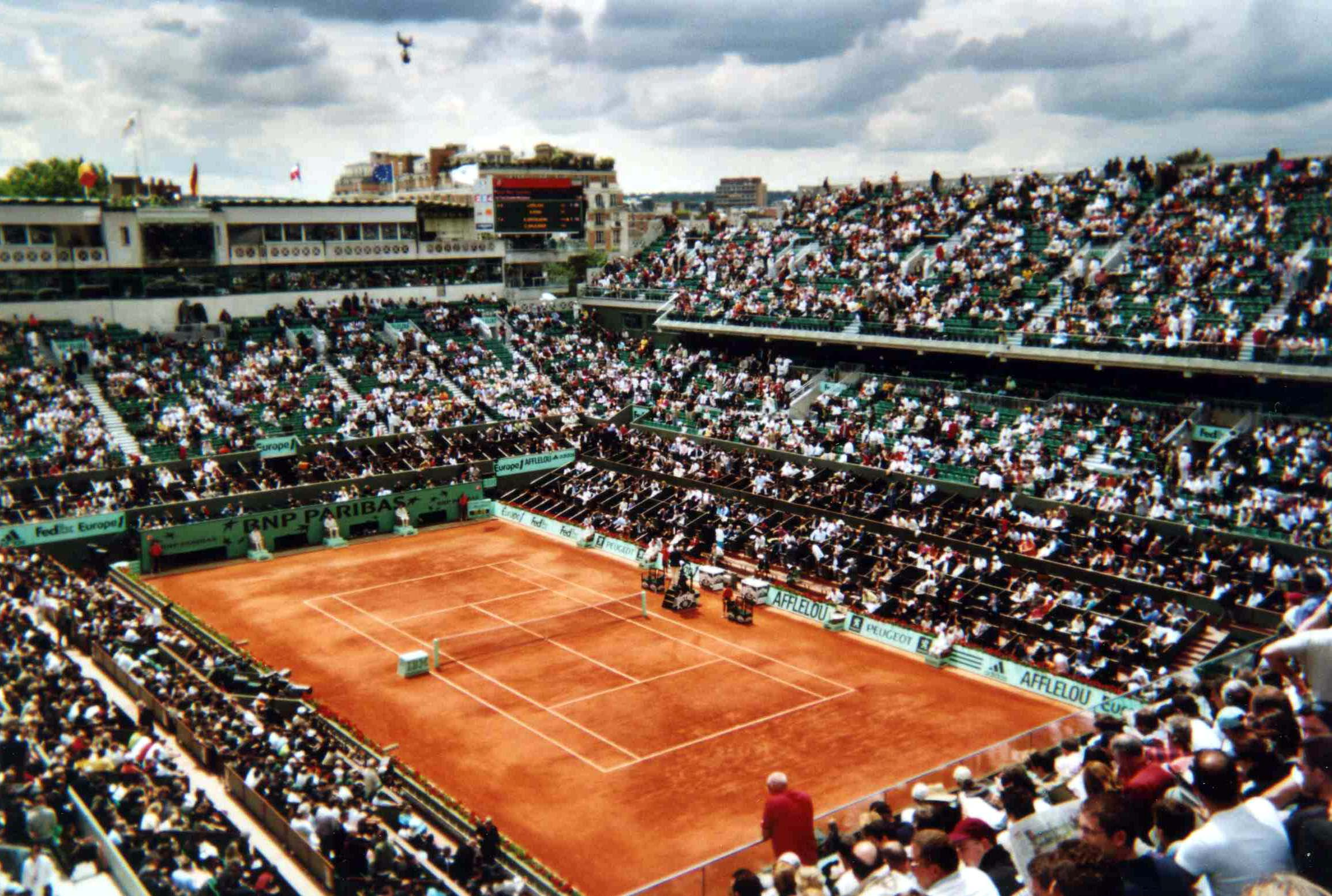
Il Philippe Chatrier dove si sono giocate le finali dell'Open di Francia

L'evento è stato organizzato dalla International Tennis Federation (ITF), e ha fatto parte dell'ATP World Tour 2018 e del WTA Tour 2018 sotto la categoria Grande Slam. Il torneo ha compreso il singolare (maschile, femminile), il doppio (maschile, femminile) e il doppio misto. Si sono disputati anche i tornei di singolare e doppio per ragazze e ragazzi (giocatori under 18), e i tornei di singolare e doppio in carrozzina.
Il torneo si è giocato su ventidue campi in terra rossa, inclusi i tre campi principali: Court Philippe Chatrier, Court Suzanne Lenglen e Court 1.

## Teste di serie nel singolare
| Legenda colori              |
| Vincitore                   |
| Finalista                   |
| Semifinalista               |
| Quarti di finale            |
| Eliminati al 1T, 2T, 3T, 4T |

### Singolare maschile
Le teste di serie maschili sono state assegnate seguendo la classifica l'ATP al 21 maggio 2018.
Nella tabella sottostante ranking e punteggio precedente al 28 maggio 2018.
| Tds | Rank | Giocatore             | Punteggio precedente | Punti da difendere | Punti conquistati | Nuovo punteggio | Situazione                                    |
| --- | ---- | --------------------- | -------------------- | ------------------ | ----------------- | --------------- | --------------------------------------------- |
| 1   | 1    | Rafael Nadal          | 8.770                | 2.000              | 2.000             | 8.770           | Vittoria in finale contro Dominic Thiem [7]   |
| 2   | 3    | Alexander Zverev      | 5.615                | 10                 | 360               | 5.965           | Eliminato ai QF da Dominic Thiem [7]          |
| 3   | 4    | Marin Čilić           | 4.950                | 360                | 360               | 4.950           | Eliminato ai QF da Juan Martín del Potro [5]  |
| 4   | 5    | Grigor Dimitrov       | 4.870                | 90                 | 90                | 4.870           | Eliminato al 3°T da Fernando Verdasco [30]    |
| 5   | 6    | Juan Martín del Potro | 4.450                | 90                 | 720               | 5.080           | Eliminato in SF da Rafael Nadal [1]           |
| 6   | 7    | Kevin Anderson        | 3.635                | 180                | 180               | 3.635           | Eliminato al 4°T da Diego Schwartzman [11]    |
| 7   | 8    | Dominic Thiem         | 3.355                | 720                | 1.200             | 3.835           | Sconfitto in finale da Rafael Nadal [1]       |
| 8   | 9    | David Goffin          | 3.020                | 90                 | 180               | 3.110           | Eliminato al 4°T da Marco Cecchinato          |
| 9   | 10   | John Isner            | 2.980                | 90                 | 180               | 3.070           | Eliminato al 4°T da Juan Martín del Potro [5] |
| 10  | 11   | Pablo Carreño Busta   | 2.415                | 360                | 90                | 2.145           | Eliminato al 3°T da Marco Cecchinato          |
| 11  | 12   | Diego Schwartzman     | 2.165                | 90                 | 360               | 2.435           | Eliminato ai QF da Rafael Nadal [1]           |
| 12  | 15   | Sam Querrey           | 2.095                | 10                 | 45                | 2.130           | Eliminato al 2°T da Gilles Simon              |
| 13  | 13   | Roberto Bautista Agut | 2.120                | 180                | 90                | 1.985           | Eliminato al 3°T da Novak Đoković [20]        |
| 14  | 14   | Jack Sock             | 2.110                | 10                 | 10                | 2.110           | Eliminato al 1°T da Jürgen Zopp [LL]          |
| 15  | 16   | Lucas Pouille         | 2.030                | 90                 | 90                | 2.030           | Eliminato al 3°T da Karen Chačanov            |
| 16  | 17   | Kyle Edmund           | 1.950                | 90                 | 90                | 1.950           | Eliminato al 3°T da Fabio Fognini [18]        |
| 17  | 20   | Tomáš Berdych         | 1.750                | 45                 | 10                | 1.715           | Eliminato al 1°T da Jérémy Chardy             |
| 18  | 18   | Fabio Fognini         | 1.940                | 90                 | 180               | 2.030           | Eliminato al 4°T da Marin Čilić [3]           |
| 19  | 21   | Kei Nishikori         | 1.710                | 360                | 180               | 1.530           | Eliminato al 4°T da Dominic Thiem [7]         |
| 20  | 22   | Novak Đoković         | 1.665                | 360                | 360               | 1.665           | Eliminato ai QF da Marco Cecchinato           |
| 21  | 23   | Nick Kyrgios          | 1.630                | 45                 | 0                 | 1.585           | Ritirato per infortunio                       |
| 22  | 24   | Philipp Kohlschreiber | 1.620                | 10                 | 10                | 1.620           | Eliminato al 1°T da Borna Ćorić               |
| 23  | 30   | Stan Wawrinka         | 1.400                | 1.200              | 10                | 210             | Eliminato al 1°T da Guillermo García López    |
| 24  | 25   | Denis Shapovalov      | 1.573                | (10)†              | 45                | 1.608           | Eliminato al 2°T da Maximilian Marterer       |
| 25  | 26   | Adrian Mannarino      | 1.535                | 10                 | 10                | 1.535           | Eliminato al 1°T da Steve Johnson             |
| 26  | 29   | Damir Džumhur         | 1.415                | 10                 | 90                | 1.495           | Eliminato al 3°T da Alexander Zverev [2]      |
| 27  | 32   | Richard Gasquet       | 1.395                | 90                 | 90                | 1.395           | Eliminato al 3°T da Rafael Nadal [1]          |
| 28  | 33   | Feliciano López       | 1.375                | 90                 | 10                | 1.295           | Eliminato al 1°T da Serhij Stachovs'kyj [LL]  |
| 29  | 34   | Gilles Müller         | 1.300                | 10                 | 10                | 1.300           | Eliminato al 1°T da Ernests Gulbis [Q]        |
| 30  | 35   | Fernando Verdasco     | 1.280                | 180                | 180               | 1.280           | Eliminato al 4°T da Novak Đoković [20]        |
| 31  | 36   | Albert Ramos Viñolas  | 1.260                | 180                | 90                | 1.170           | Eliminato al 3°T da Juan Martín del Potro [5] |
| 32  | 37   | Gaël Monfils          | 1.220                | 180                | 90                | 1.130           | Eliminato al 3°T da David Goffin [8]          |
| N/A | 72   | Marco Cecchinato      | 806                  | (16)               | 720               | 1.510           | Eliminato in SF da Dominic Thiem [7]          |

#### Teste di serie ritirate
| Rank | Giocatore        | Punteggio precedente | Punti da difendere | Nuovo punteggio | Motivo ritiro               |
| ---- | ---------------- | -------------------- | ------------------ | --------------- | --------------------------- |
| 2    | Roger Federer    | 8.670                | 0                  | 8.670           | Scelta di programma         |
| 19   | Chung Hyeon      | 1.775                | 90                 | 1.685           | Infortunio alla caviglia    |
| 27   | Filip Krajinović | 1.506                | (15)†              | 1.491           | Infortunio alla gamba       |
| 28   | Milos Raonic     | 1.435                | 180                | 1.255           | Infortunio ginocchio destro |
| 31   | Andrej Rublëv    | 1.397                | 26                 | 1.371           | Infortunio alla schiena     |

† Il giocatore non si è qualificato per l'edizione 2017 del torneo. Di conseguenza, vengono dedotti i punti del suo 18º miglior piazzamento stagionale.

### Singolare femminile
Le teste di serie femminili sono state assegnate seguendo la classifica WTA al 21 maggio 2018.
Nella tabella sottostante ranking e punteggio precedente al 28 maggio 2018.
| Tds | Rank | Giocatrice               | Punteggio precedente | Punti da difendere | Punti conquistati | Nuovo punteggio | Situazione                                     |
| --- | ---- | ------------------------ | -------------------- | ------------------ | ----------------- | --------------- | ---------------------------------------------- |
| 1   | 1    | Simona Halep             | 7.270                | 1.300              | 2.000             | 7.970           | Vittoria in finale contro Sloane Stephens [10] |
| 2   | 2    | Caroline Wozniacki       | 6.935                | 430                | 240               | 6.745           | Eliminata al 4°T da Dar'ja Kasatkina [14]      |
| 3   | 3    | Garbiñe Muguruza         | 6.010                | 240                | 780               | 6.550           | Eliminata in SF da Simona Halep [1]            |
| 4   | 4    | Elina Svitolina          | 5.505                | 430                | 130               | 5.205           | Eliminata al 3°T da Mihaela Buzărnescu [31]    |
| 5   | 5    | Jeļena Ostapenko         | 5.382                | 2.000              | 10                | 3.392           | Eliminata al 1°T da Kateryna Kozlova           |
| 6   | 6    | Karolína Plíšková        | 5.335                | 780                | 130               | 4.685           | Eliminata al 3°T da Marija Šarapova [29]       |
| 7   | 7    | Caroline Garcia          | 5.160                | 430                | 240               | 4.970           | Eliminata al 4°T da Angelique Kerber [12]      |
| 8   | 8    | Petra Kvitová            | 4.550                | 70                 | 130               | 4.610           | Eliminata al 3°T da Anett Kontaveit [25]       |
| 9   | 9    | Venus Williams           | 4.201                | 240                | 10                | 3.971           | Eliminata al 1°T da Wang Qiang                 |
| 10  | 10   | Sloane Stephens          | 4.164                | (1)†               | 1.300             | 5.463           | Sconfitta in finale da Simona Halep [1]        |
| 11  | 11   | Julia Görges             | 3.090                | 10                 | 130               | 3.210           | Eliminata al 3°T da Serena Williams [PR]       |
| 12  | 12   | Angelique Kerber         | 3.040                | 10                 | 430               | 3.460           | Eliminata ai QF da Simona Halep [1]            |
| 13  | 13   | Madison Keys             | 2.826                | 70                 | 780               | 3.536           | Eliminata in SF da Sloane Stephens [10]        |
| 14  | 14   | Dar'ja Kasatkina         | 2.825                | 130                | 430               | 3.125           | Eliminata ai QF da Sloane Stephens [10]        |
| 15  | 15   | Coco Vandeweghe          | 2.533                | 10                 | 70                | 2.593           | Eliminata al 2°T da Lesja Curenko              |
| 16  | 16   | Elise Mertens            | 2.525                | 130                | 240               | 2.635           | Eliminata al 4°T da Simona Halep [1]           |
| 17  | 17   | Ashleigh Barty           | 2.360                | 10                 | 70                | 2.420           | Eliminata al 2°T da Serena Williams [PR]       |
| 18  | 22   | Kiki Bertens             | 2.030                | 70                 | 130               | 2.090           | Eliminata al 3°T da Angelique Kerber [12]      |
| 19  | 18   | Magdaléna Rybáriková     | 2.225                | 70+140             | 130+55            | 2.200           | Eliminata al 3°T da Lesja Curenko              |
| 20  | 19   | Anastasija Sevastova     | 2.225                | 130                | 10                | 2.105           | Eliminata al 1°T da Mariana Duque Mariño [Q]   |
| 21  | 20   | Naomi Ōsaka              | 2.150                | 10                 | 130               | 2.270           | Eliminata al 3°T da Madison Keys [13]          |
| 22  | 21   | Johanna Konta            | 2.050                | 10                 | 10                | 2.050           | Eliminata al 1°T da Julija Putinceva           |
| 23  | 23   | Carla Suárez Navarro     | 1.876                | 240                | 70                | 1.706           | Eliminata al 2°T da Maria Sakkarī              |
| 24  | 25   | Dar'ja Gavrilova         | 1.690                | 10                 | 130               | 1.810           | Eliminata al 3°T da Elise Mertens [16]         |
| 25  | 24   | Anett Kontaveit          | 1.765                | 70                 | 240               | 1.935           | Eliminata al 4°T da Sloane Stephens [10]       |
| 26  | 26   | Barbora Strýcová         | 1.660                | 70                 | 240               | 1.830           | Eliminata al 4°T da Julija Putinceva           |
| 27  | 27   | Zhang Shuai              | 1.605                | 130                | 70                | 1.545           | Eliminata al 2°T da Irina-Camelia Begu         |
| 28  | 30   | Marija Šarapova          | 1.513                | 0                  | 430               | 1.943           | Eliminata ai QF da Garbiñe Muguruza [3]        |
| 29  | 31   | Kristina Mladenovic      | 1.446                | 430                | 10                | 1.026           | Eliminata al 1°T da Andrea Petković            |
| 30  | 28   | Anastasija Pavljučenkova | 1.596                | 70                 | 70                | 1.596           | Eliminata al 2°T da Samantha Stosur            |
| 31  | 33   | Mihaela Buzărnescu       | 1.383                | (80)†              | 240               | 1.543           | Eliminata al 4°T da Madison Keys [13]          |
| 32  | 34   | Alizé Cornet             | 1.350                | 240                | 70                | 1.180           | Eliminata al 2°T da Pauline Parmentier [WC]    |
| N/A | 98   | Julija Putinceva         | 691                  | 130                | 430               | 991             | Eliminata ai QF da Madison Keys [13]           |

† La giocatrice non si è qualificata per l'edizione 2017 del torneo. Di conseguenza vengono dedotti i punti del suo 16º miglior piazzamento stagionale.

#### Teste di serie ritirate
| Rank | Giocatrice          | Punteggio precedente | Punti da difendere | Nuovo punteggio | Motivo ritiro           |
| ---- | ------------------- | -------------------- | ------------------ | --------------- | ----------------------- |
| 29   | Agnieszka Radwańska | 1.526                | 130                | 1.396           | Infortunio alla schiena |

## Teste di serie nel doppio
| Legenda colori          |
| Vincitori               |
| Finalisti               |
| Semifinalisti           |
| Quarti di finale        |
| Eliminati al 1T, 2T, 3T |

### Doppio maschile
| Coppia                | Coppia                 | Rank1 | Tds |
| --------------------- | ---------------------- | ----- | --- |
| Łukasz Kubot          | Marcelo Melo           | 5     | 1   |
| Oliver Marach         | Mate Pavić             | 5     | 2   |
| Henri Kontinen        | John Peers             | 15    | 3   |
| Jamie Murray          | Bruno Soares           | 23    | 4   |
| Juan Sebastián Cabal  | Robert Farah           | 24    | 5   |
| Pierre-Hugues Herbert | Nicolas Mahut          | 37    | 6   |
| Aisam-ul-Haq Qureshi  | Jean-Julien Rojer      | 42    | 7   |
| Nikola Mektić         | Alexander Peya         | 44    | 8   |
| Ivan Dodig            | Rajeev Ram             | 45    | 9   |
| Raven Klaasen         | Michael Venus          | 46    | 10  |
| Pablo Cuevas          | Marcel Granollers      | 47    | 11  |
| Feliciano López       | Marc López             | 48    | 12  |
| Rohan Bopanna         | Édouard Roger-Vasselin | 52    | 13  |
| Ben McLachlan         | Jan-Lennard Struff     | 61    | 14  |
| Julio Peralta         | Horacio Zeballos       | 71    | 15  |
| Mike Bryan            | Sam Querrey            | 74    | 16  |

- 1 Ranking al 21 maggio 2018.

### Doppio femminile
| Coppia                    | Coppia                      | Rank1 | Tds |
| ------------------------- | --------------------------- | ----- | --- |
| Tímea Babos               | Kristina Mladenovic         | 12    | 1   |
| Andrea Sestini Hlaváčková | Barbora Strýcová            | 13    | 2   |
| Andreja Klepač            | María José Martínez Sánchez | 26    | 3   |
| Latisha Chan              | Bethanie Mattek-Sands       | 28    | 4   |
| Gabriela Dabrowski        | Xu Yifan                    | 28    | 5   |
| Barbora Krejčíková        | Kateřina Siniaková          | 34    | 6   |
| Ashleigh Barty            | Coco Vandeweghe             | 38    | 7   |
| Chan Hao-ching            | Yang Zhaoxuan               | 38    | 8   |
| Kiki Bertens              | Johanna Larsson             | 42    | 9   |
| Jeļena Ostapenko          | Elena Vesnina               | 47    | 10  |
| Raquel Kops-Jones         | Anna-Lena Grönefeld         | 50    | 11  |
| Elise Mertens             | Demi Schuurs                | 53    | 12  |
| Nicole Melichar           | Květa Peschke               | 53    | 13  |
| Shūko Aoyama              | Miyu Katō                   | 84    | 14  |
| Alicja Rosolska           | Abigail Spears              | 84    | 15  |
| Nadežda Kičenok           | Anastasia Rodionova         | 91    | 16  |

- 1 Ranking al 21 maggio 2018.

### Doppio misto
| Team                | Team              | Rank1 | Tds |
| ------------------- | ----------------- | ----- | --- |
| Gabriela Dabrowski  | Mate Pavić        | 12    | 1   |
| Latisha Chan        | Ivan Dodig        | 17    | 2   |
| Xu Yifan            | Oliver Marach     | 19    | 3   |
| Kateřina Siniaková  | Jamie Murray      | 21    | 4   |
| Andreja Klepač      | Jean-Julien Rojer | 23    | 5   |
| Chan Hao-ching      | Michael Venus     | 26    | 6   |
| Tímea Babos         | Rohan Bopanna     | 28    | 7   |
| Anna-Lena Grönefeld | Robert Farah      | 31    | 8   |

- 1 Ranking al 21 maggio 2018.

## Wildcard
Ai seguenti giocatori è stata assegnata una wildcard per accedere al tabellone principale.

### Singolare maschile
- Grégoire Barrère
- Elliot Benchetrit
- Alex de Minaur
- Calvin Hemery
- Maxime Janvier
- Nicolas Mahut
- Corentin Moutet
- Noah Rubin

### Singolare femminile
- Fiona Ferro
- Myrtille Georges
- Amandine Hesse
- Chloé Paquet
- Pauline Parmentier
- Jessika Ponchet
- Taylor Townsend
- Isabelle Wallace

### Doppio maschile
- Geoffrey Blancaneaux /  Constant Lestienne
- Benjamin Bonzi /  Grégoire Jacq
- Jérémy Chardy /  Daniel Nestor
- Corentin Denolly /  Alexandre Müller
- Hugo Gaston /  Clément Tabur
- Antoine Hoang /  Ugo Humbert
- Florian Lakat /  Arthur Rinderknech

### Doppio femminile
- Tessah Andrianjafitrimo /  Fiona Ferro
- Manon Arcangioli /  Shérazad Reix
- Clara Burel /  Diane Parry
- Sara Cakarevic /  Jessika Ponchet
- Amandine Hesse /  Pauline Parmentier
- Virginie Razzano /  Jade Suvrijn
- Serena Williams /  Venus Williams

### Doppio misto
- Tessah Andrianjafitrimo /  Ugo Humbert
- Sara Cakarevic /  Alexandre Müller
- Fiona Ferro /  Evan Furness
- Kristina Mladenovic /  Alexis Musialek
- Chloé Paquet /  Benoît Paire
- Pauline Parmentier /  Grégoire Barrère

## Ranking protetto
I seguenti giocatori sono entrati in tabellone con il ranking protetto:

### Singolare maschile
- Pablo Andújar
- James Duckworth
- Andreas Haider-Maurer
- Yoshihito Nishioka

### Singolare femminile
- Viktoryja Azaranka
- Vania King
- Kristína Kučová
- Bethanie Mattek-Sands
- Mandy Minella
- Serena Williams
- Zheng Saisai

## Qualificazioni
Le qualificazioni per i tabelloni principali si sono disputate dal 21 maggio 2018.

### Singolare maschile
1. Adam Pavlásek
2. Il'ja Ivaška
3. Thomaz Bellucci
4. Ernests Gulbis
5. Casper Ruud
6. Rogério Dutra da Silva
7. Denis Kudla
8. Santiago Giraldo
9. Guido Andreozzi
10. Martin Kližan
11. Jaume Munar
12. Bernard Tomić
13. Elias Ymer
14. Jozef Kovalík
15. Hubert Hurkacz
16. Carlos Taberner

Lucky Loser
1. Serhij Stachovs'kyj
2. Peter Polansky
3. Jürgen Zopp
4. Oscar Otte
5. Simone Bolelli
6. Ruben Bemelmans
7. Mohamed Safwat
8. Marco Trungelliti

### Singolare femminile
1. Richèl Hogenkamp
2. Rebecca Peterson
3. Deborah Chiesa
4. Caroline Dolehide
5. Magdalena Fręch
6. Viktorija Golubic
7. Mariana Duque Mariño
8. Barbora Krejčíková
9. Georgina García Pérez
10. Francesca Schiavone
11. Grace Min
12. Alexandra Dulgheru

Lucky Loser
1. Arantxa Rus
2. Dalila Jakupovič

## Ritiri
I seguenti giocatori sono stati ammessi di diritto nel tabellone principale, ma si sono ritirati a causa di infortuni o altri motivi.
Prima del torneo
Singolare Maschile
- Chung Hyeon → sostituito da  Serhij Stachovs'kyj
- Steve Darcis → sostituito da  Matteo Berrettini
- Aleksandr Dolhopolov → sostituito da  Simone Bolelli
- Roger Federer → sostituito da  Laslo Đere
- Nicolás Kicker → sostituito da  Oscar Otte
- Filip Krajinović → sostituito da  Jürgen Zopp
- Nick Kyrgios → sostituito da  Marco Trungelliti
- Lu Yen-hsun → sostituito da  Ruben Bemelmans
- Andy Murray → sostituito da  Cameron Norrie
- Milos Raonic → sostituito da  James Duckworth
- Andrej Rublëv → sostituito da  Peter Polansky
- Cedrik-Marcel Stebe → sostituito da  Thomas Fabbiano
- Viktor Troicki → sostituito da  Mohamed Safwat
- Jo-Wilfried Tsonga → sostituito da  Pablo Andújar

Singolare Femminile
- Timea Bacsinszky → sostituita da  Dalila Jakupovič
- Catherine Bellis → sostituita da  Viktória Kužmová
- Beatriz Haddad Maia → sostituita da  Yanina Wickmayer
- Monica Niculescu → sostituita da  Arantxa Rus
- Mónica Puig → sostituita da  Duan Yingying
- Agnieszka Radwańska → sostituita da  Mandy Minella

Durante il torneo
Singolare Maschile
- Marcos Baghdatis
- Peter Gojowczyk

Singolare Femminile
- Serena Williams
- Lesja Curenko

## Tennisti partecipanti ai singolari

### Singolare maschile
- Singolare maschile

| Campione                  | Campione                  | Finalista                  | Finalista                  |
| ------------------------- | ------------------------- | -------------------------- | -------------------------- |
| Rafael Nadal [1]          | Rafael Nadal [1]          | Dominic Thiem [7]          | Dominic Thiem [7]          |
| Semifinalisti             |                           |                            |                            |
| Juan Martín del Potro [5] | Juan Martín del Potro [5] | Marco Cecchinato           | Marco Cecchinato           |
| Eliminati ai quarti       |                           |                            |                            |
| Diego Schwartzman [11]    | Marin Čilić [3]           | Novak Đoković [20]         | Alexander Zverev [2]       |
| Eliminati agli ottavi     |                           |                            |                            |
| Maximilian Marterer       | Kevin Anderson [6]        | Fabio Fognini [18]         | John Isner [9]             |
| David Goffin [8]          | Fernando Verdasco [30]    | Kei Nishikori [19]         | Karen Chačanov             |
| Eliminati al 3º turno     |                           |                            |                            |
| Richard Gasquet [27]      | Jürgen Zopp (LL)          | Borna Ćorić                | Miša Zverev                |
| Steve Johnson             | Kyle Edmund [16]          | Pierre-Hugues Herbert      | Albert Ramos Viñolas [31]  |
| Gaël Monfils [32]         | Pablo Carreño Busta [10]  | Roberto Bautista Agut [13] | Grigor Dimitrov [4]        |
| Matteo Berrettini         | Gilles Simon              | Lucas Pouille [15]         | Damir Džumhur [26]         |
| Eliminati al 2º turno     |                           |                            |                            |
| Guido Pella               | Malek Jaziri              | Denis Shapovalov [24]      | Ruben Bemelmans (LL)       |
| Adam Pavlásek (Q)         | Thomas Fabbiano           | Serhij Stachovs'kyj (LL)   | Pablo Cuevas               |
| Hubert Hurkacz (Q)        | Jan-Lennard Struff        | Elias Ymer (Q)             | Márton Fucsovics           |
| Horacio Zeballos          | Jérémy Chardy             | Casper Ruud (Q)            | Julien Benneteau           |
| Corentin Moutet (WC)      | Martin Kližan (Q)         | Marco Trungelliti (LL)     | Federico Delbonis          |
| Santiago Giraldo (Q)      | Jaume Munar (Q)           | Guido Andreozzi (Q)        | Jared Donaldson            |
| Stefanos Tsitsipas        | Ernests Gulbis (Q)        | Benoît Paire               | Sam Querrey [12]           |
| Cameron Norrie            | Guillermo García López    | Radu Albot                 | Dušan Lajović              |
| Eliminati al 1º turno     |                           |                            |                            |
| Simone Bolelli (LL)       | João Sousa                | Michail Južnyj             | Andreas Seppi              |
| John Millman              | Ryan Harrison             | Yuki Bhambri               | Jack Sock [14]             |
| Calvin Hemery (WC)        | Mirza Bašić               | Matthew Ebden              | Philipp Kohlschreiber [22] |
| Feliciano López [28]      | Florian Mayer             | Aljaž Bedene               | Paolo Lorenzi              |
| James Duckworth (PR)      | Tennys Sandgren           | Evgenij Donskoj            | Adrian Mannarino [25]      |
| Pablo Andújar (PR)        | Dudi Sela                 | Vasek Pospisil             | Alex de Minaur (WC)        |
| Noah Rubin (WC)           | Yūichi Sugita             | Peter Polansky (LL)        | Tomáš Berdych [17]         |
| Michail Kukuškin          | Jordan Thompson           | Leonardo Mayer             | Nicolas Mahut (WC)         |
| Robin Haase               | Ivo Karlović              | Laslo Đere                 | Elliot Benchetrit (WC)     |
| Bernard Tomić (Q)         | Marius Copil              | Thomaz Bellucci (Q)        | Jozef Kovalík (Q)          |
| Denis Istomin             | Marcos Baghdatis          | David Ferrer               | Rogério Dutra da Silva (Q) |
| Yoshihito Nishioka (PR)   | Taylor Fritz              | Nicolás Jarry              | Mohamed Safwat (LL)        |
| Il'ja Ivaška (Q)          | Carlos Taberner (Q)       | Oscar Otte (LL)            | Gilles Müller [29]         |
| Maxime Janvier (WC)       | Roberto Carballés Baena   | Nikoloz Basilašvili        | Frances Tiafoe             |
| Daniil Medvedev           | Peter Gojowczyk           | Andreas Haider-Maurer (PR) | Stan Wawrinka [23]         |
| Denis Kudla (Q)           | Grégoire Barrère (WC)     | Jiří Veselý                | Ričardas Berankis          |

### Singolare femminile
- Singolare femminile

| Campionessa               | Campionessa                   | Finalista                | Finalista                 |
| ------------------------- | ----------------------------- | ------------------------ | ------------------------- |
| Simona Halep [1]          | Simona Halep [1]              | Sloane Stephens [10]     | Sloane Stephens [10]      |
| Semifinaliste             |                               |                          |                           |
| Garbiñe Muguruza [3]      | Garbiñe Muguruza [3]          | Madison Keys [14]        | Madison Keys [14]         |
| Eliminate ai quarti       |                               |                          |                           |
| Angelique Kerber [12]     | Marija Šarapova [28]          | Julija Putinceva         | Dar'ja Kasatkina [14]     |
| Eliminate agli ottavi     |                               |                          |                           |
| Elise Mertens [16]        | Caroline Garcia [7]           | Lesja Curenko            | Serena Williams (PR)      |
| Barbora Strýcová [26]     | Mihaela Buzărnescu [31]       | Anett Kontaveit [25]     | Caroline Wozniacki [2]    |
| Eliminate al 3º turno     |                               |                          |                           |
| Andrea Petković           | Dar'ja Gavrilova [24]         | Kiki Bertens [18]        | Irina-Camelia Begu        |
| Samantha Stosur           | Magdaléna Rybáriková [19]     | Julia Görges [11]        | Karolína Plíšková [6]     |
| Kateřina Siniaková        | Wang Qiang                    | Naomi Ōsaka [21]         | Elina Svitolina [4]       |
| Petra Kvitová [8]         | Camila Giorgi                 | Maria Sakkarī            | Pauline Parmentier (WC)   |
| Eliminate al 2º turno     |                               |                          |                           |
| Taylor Townsend (WC)      | Bethanie Mattek-Sands (PR)    | Bernarda Pera            | Heather Watson            |
| Ana Bogdan                | Aljaksandra Sasnovič          | Zhang Shuai [27]         | Peng Shuai                |
| Fiona Ferro (WC)          | Anastasija Pavljučenkova [30] | Belinda Bencic           | Coco Vandeweghe [15]      |
| Alison Van Uytvanck       | Ashleigh Barty [17]           | Donna Vekić              | Lucie Šafářová            |
| Kateryna Kozlova          | Ekaterina Makarova            | Jennifer Brady           | Petra Martić              |
| Caroline Dolehide (Q)     | Zarina Dijas                  | Rebecca Peterson (Q)     | Viktória Kužmová          |
| Lara Arruabarrena         | Alexandra Dulgheru (Q)        | Mariana Duque Mariño (Q) | Magdalena Fręch (Q)       |
| Kirsten Flipkens          | Carla Suárez Navarro [23]     | Alizé Cornet [32]        | Georgina García Pérez (Q) |
| Eliminate al 1º turno     |                               |                          |                           |
| Alison Riske              | Myrtille Georges (WC)         | Johanna Larsson          | Kristina Mladenovic [29]  |
| Sorana Cîrstea            | Elena Vesnina                 | Océane Dodin             | Varvara Lepchenko         |
| Mona Barthel              | Markéta Vondroušová           | Denisa Allertová         | Aryna Sabalenka           |
| Kristína Kučová (PR)      | Anna Karolína Schmiedlová     | Aleksandra Krunić        | Duan Yingying             |
| Svetlana Kuznecova        | Carina Witthöft               | Yanina Wickmayer         | Polona Hercog             |
| Luksika Kumkhum           | Deborah Chiesa (Q)            | Stefanie Vögele          | Laura Siegemund           |
| Dominika Cibulková        | Isabelle Wallace (WC)         | Kristýna Plíšková        | Natal'ja Vichljanceva     |
| Richèl Hogenkamp (Q)      | Kateryna Bondarenko           | Jessika Ponchet (WC)     | Barbora Krejčíková (Q)    |
| Jeļena Ostapenko [5]      | Viktoryja Azaranka (PR)       | Zheng Saisai (PR)        | Kurumi Nara               |
| Johanna Konta [22]        | Amandine Hesse (WC)           | Wang Yafan               | Venus Williams [9]        |
| Sachia Vickery            | Viktorija Golubic (Q)         | Magda Linette            | Sofia Kenin               |
| Vania King (PR)           | Hsieh Su-wei                  | Francesca Schiavone (Q)  | Ajla Tomljanović          |
| Verónica Cepede Royg      | Tímea Babos                   | Christina McHale         | Madison Brengle           |
| Anastasija Sevastova [20] | Grace Min (Q)                 | Ekaterina Aleksandrova   | Arantxa Rus (LL)          |
| Kaia Kanepi               | Tatjana Maria                 | Mandy Minella (PR)       | Ana Konjuh                |
| Sara Errani               | Chloé Paquet (WC)             | Dalila Jakupovič (LL)    | Danielle Collins          |

## Campioni

### Senior

#### Singolare maschile
Rafael Nadal ha sconfitto in finale  Dominic Thiem con il punteggio di 6–4, 6–3, 6–2.

#### Singolare femminile
Simona Halep ha sconfitto in finale  Sloane Stephens con il punteggio di 3–6, 6–4, 6–1.

#### Doppio maschile
Pierre-Hugues Herbert /  Nicolas Mahut hanno sconfitto in finale  Oliver Marach /  Mate Pavić con il punteggio di 6–2, 7–6(4).

#### Doppio femminile
Barbora Krejčíková /  Kateřina Siniaková hanno sconfitto in finale  Eri Hozumi /  Makoto Ninomiya con il punteggio di 6–3, 6–3.

#### Doppio misto
Latisha Chan /  Ivan Dodig hanno sconfitto in finale  Gabriela Dabrowski /  Mate Pavić con il punteggio di 6–1, 6(5)–7, [10–8].

### Junior

#### Singolare ragazzi
Tseng Chun-hsin ha sconfitto in finale  Sebastián Báez con il punteggio di 7–6(5), 6–2.

#### Singolare ragazze
Cori Gauff ha sconfitto in finale  Caty McNally con il punteggio di 1–6, 6–3, 7–6(1).

#### Doppio ragazzi
Ondřej Štyler /  Naoki Tajima hanno sconfitto in finale  Ray Ho /  Tseng Chun-hsin con il punteggio di 6–4, 6–4.

#### Doppio ragazze
- Caty McNally /  Iga Świątek hanno sconfitto in finale  Yuki Naito /  Naho Sato con il punteggio di 6–2, 7–5.

### Tennisti in carrozzina

#### Singolare maschile carrozzina
Shingo Kunieda ha sconfitto in finale  Gustavo Fernández con il punteggio di 7–6(5), 6–0.

#### Singolare femminile carrozzina
Yui Kamiji ha sconfitto in finale  Diede de Groot con il punteggio di 2–6, 6–0, 6–2.

#### Doppio maschile carrozzina
Stéphane Houdet /  Nicolas Peifer hanno sconfitto in finale  Frédéric Cattaneo /  Stefan Olsson con il punteggio di 6–1, 7–6(5).

#### Doppio femminile carrozzina
Diede de Groot /  Aniek van Koot hanno sconfitto in finale  Marjolein Buis /  Yui Kamiji con il punteggio di 6–1, 6–3.

### Leggende

#### Doppio leggende under 45
Àlex Corretja /  Juan Carlos Ferrero hanno sconfitto in finale  Evgenij Kafel'nikov /  Marat Safin con il punteggio di 6–3, 6–3.

#### Doppio leggende over 45
Mansour Bahrami /  Fabrice Santoro hanno sconfitto in finale  John McEnroe /  Cédric Pioline con il punteggio di 6–1, 2–6, [12–10].

#### Doppio leggende femminile
Nathalie Dechy /  Amélie Mauresmo hanno sconfitto in finale  Kim Clijsters /  Nathalie Tauziat con il punteggio di 6(4)–7, 6–4, [15–13].

## Punti e distribuzione dei premi in denaro

### Distribuzione dei punti
Di seguito le tabelle per ciascuna competizione, che mostrano i punti validi per il ranking per ogni evento.

#### Tornei uomini e donne
| Evento              | V    | F    | SF  | QF  | 4T  | 3T  | 2T | 1T   | Q    | Q3   | Q2   | Q1   |
| Singolare maschile  | 2000 | 1200 | 720 | 360 | 180 | 90  | 45 | 10   | 25   | 16   | 8    | 0    |
| Doppio maschile     | 2000 | 1200 | 720 | 360 | 180 | 90  | 0  | N.D. | N.D. | N.D. | N.D. | N.D. |
| Singolare femminile | 2000 | 1300 | 780 | 430 | 240 | 130 | 70 | 10   | 40   | 30   | 20   | 2    |
| Doppio femminile    | 2000 | 1300 | 780 | 430 | 240 | 130 | 10 | N.D. | N.D. | N.D. | N.D. | N.D. |

#### Carrozzina
| Evento         | V   | F   | SF   | QF   |
| Singolare      | 800 | 500 | 375  | 100  |
| Doppio         | 800 | 500 | 100  | N.D. |
| Quad Singolare | 800 | 500 | 100  | N.D. |
| Quad Doppio    | 800 | 100 | N.D. | N.D. |

#### Junior
| Evento            | V   | F   | SF  | QF  | 2T | 1T   | Q    | Q3   |
| Singolare ragazzi | 375 | 270 | 180 | 120 | 75 | 30   | 25   | 20   |
| Singolare ragazze | 375 | 270 | 180 | 120 | 75 | 30   | 25   | 20   |
| Doppio ragazzi    | 270 | 180 | 120 | 75  | 45 | N.D. | N.D. | N.D. |
| Doppio ragazze    | 270 | 180 | 120 | 75  | 45 | N.D. | N.D. | N.D. |

### Montepremi
| Evento                  | V          | F          | SF       | QF       | 4T       | 3T       | 2T      | 1T      | Q3      | Q2      | Q1     |
| Singolare               | €2.200.000 | €1.120.000 | €560.000 | €380.000 | €222.000 | €130.000 | €79.000 | €40.000 | €21.000 | €11.000 | €6.000 |
| Doppio*                 | €560.000   | €280.000   | €139.000 | €76.000  | €41.000  | €22.000  | €11.000 | N.D.    | N.D.    | N.D.    | N.D.   |
| Doppio misto*           | €120.000   | €60.000    | €30.000  | €17.000  | €9.500   | €4.750   | N.D.    | N.D.    | N.D.    | N.D.    | N.D.   |
| Singolare in carrozzina | €35.000    | €17.500    | €8.500   | €4.500   | N.D.     | N.D.     | N.D.    | N.D.    | N.D.    | N.D.    | N.D.   |
| Doppio in carrozzina*   | €10.000    | €5.000     | €3.000   | N.D.     | N.D.     | N.D.     | N.D.    | N.D.    | N.D.    | N.D.    | N.D.   |

* per team